# Kevin Campbell
Kevin Campbell, född 4 februari 1970 i Lambeth i London, död 15 juni 2024, var en brittisk (engelsk) professionell fotbollsspelare (anfallare). Han spelade sin första professionella match i moderklubben Arsenal 1988. Efter det spelade han bland annat i Nottingham Forest, Trabzonspor, Everton, West Bromwich Albion och Cardiff City innan han avslutade spelarkarriären 2007. Campbell spelade två landskamper för Englands U21-landslag 1990-1992.